# 徐溢軒
徐溢軒（英語：Ronald Tsui Yat-hin，1991年7月31日—），註冊社工，民協成員，前香港深水埗區議會幸福選區議員。

## 從政
當選區議員前，徐溢軒於民協擔任幸福選區社區幹事，亦曾擔任區議會增選委員，於幸福邨以內則關注鼠患問題。

### 2019年香港區議會選舉
於是次選舉，幸福選區劃分更改，只保留幸福邨、幸俊苑、長沙灣邨和星匯居，碧海藍天則劃入新選區碧匯。原任幸福區議員民主黨的鄒穎恒轉戰碧匯，徐溢軒則對戰民建聯張德偉。
選舉期間，張德偉被指違規向選民提供免費量血壓服務。徐認為，由於正值選舉期，候選人不能夠向第三者提供免費服務，左右其投票意向。根據《選舉（舞弊及非法行為）條例》第十一條，任何人如無合理辯解而提供利益予他人，以誘使或酬謝該人士或該人士圖令第三者在選舉中投票或不投票予某候選人或某些候選人，即屬違法。
另外，該區亦懷疑陷入種票疑雲。香港01於11月8日報道，民協收到幸福邨居民求助，指過去3年收到多封寄給非該單位住客的選舉通知書。徐溢軒表示，事主與兩名家人是該單位第一手住戶，估計今次事件涉及種票。
| 政党   | 政党   | 候选人    | 票数  | %     | ±      |
| ------ | ------ | --------- | ----- | ----- | ------ |
|        | 民協   | ①. 徐溢軒 | 2,668 | 50.43 | 不適用 |
|        | 民建聯 | ②. 張德偉 | 2,604 | 49.22 | ▲2.22  |
| 多数票 | 多数票 | 多数票    | 64    | 1.21  | ▼4.71  |

## 學歷及資格
- 德信中學
- 香港理工大學應用老年(榮譽)理學士
- 香港城市大學社會工作碩士
- 嶺南大學文化研究碩士
- 註冊社工
- 認可認知障礙照顧策劃師

## 外部連結
1. ↑  吳倬安. . 香港01. 2018-07-30  [2020-02-11]. （原始内容存档于2020-07-12）.
2. ↑  . 881903.com商業電台. 2018-06-05.
3. ↑  . 東方日報. 2018-06-05  [2020-02-10]. （原始内容存档于2019-09-20）.
4. ↑  麥馬高. . 獨立媒體 inmediahk.net. 2019-10-26  [2020-02-09]. （原始内容存档于2021-07-18）.
5. ↑  . 蘋果日報. 2019-11-06  [2020-02-09]. （原始内容存档于2020-07-13）.
6. ↑  彭毅詩. . 香港01. 2018-11-08  [2020-02-09]. （原始内容存档于2019-09-20） （中文（香港））.

| 議會席位      | 議會席位                                              | 議會席位 |
| ------------- | ----------------------------------------------------- | -------- |
| 前任： 鄒穎恒 | 深水埗區議會 幸福選區區議員 2020年1月1日—2021年7月9日 | 空缺     |